# Pueblo dorasque

## Historia de los Dorasques
Antes de la llegada de los españoles, el istmo de Panamá estaba habitado por diversos pueblos indígenas, entre ellos los Cuevas y los Dorasques. Los Dorasques, también conocidos como dorados, dorás, doraces o dorces, habitaban en las regiones que actualmente comprenden las provincias de Bocas del Toro, Chiriquí, Veraguas, así como la Comarca Ngäbe-Buglé y Punta Burica.

### Cosmovisión y creencias religiosas
Los Dorasques practicaban una religión basada en la veneración de el sol (padre), la luna (madre) y las estrellas (hijos), además de otras deidades menores encargadas de diversas funciones, como la Madre Tierra, protectora de la fertilidad de los cultivos. No construyeron templos, pero realizaban ceremonias en lugares específicos, donde llevaban a cabo sacrificios y prácticas religiosas. Se reunían en sitios con petroglifos, donde depositaban ofrendas. Un rasgo característico de estas representaciones es la presencia de figuras con un solo ojo central.
Las creencias religiosas del pueblo dorás han proporcionado elementos concretos para que los investigadores, mediante el análisis de su cosmovisión, lengua, tradiciones, cuentos y leyendas ancestrales, puedan concluir qué pueblos son descendientes directos de ellos. Esto ha llevado a la conclusión de que los indígenas «bokotas», también conocidos como «buglés», son los actuales y únicos descendientes directos la cultura dorás.
Las creencias religiosas de los Dorasques han sido clave para los investigadores en el análisis de su cosmovisión, lengua, tradiciones y leyendas ancestrales. Estas evidencias han permitido identificar a los bokotas o buglés como los descendientes directos de los Dorasques.

### Similitudes entre los Dorasques y los Bokotas
- La deidad del sol protegía a los varones, mientras que la deidad de la luna protegía a las mujeres. Creían en un ser supremo, creador y sustentador de la vida, así como en espíritus o demonios que influían en la existencia humana.[1]
- El nacimiento de gemelos era considerado un augurio de buena suerte, una creencia compartida por ambos grupos.[1]

### Diferencias entre los Dorasques y los Ngäbe
- Para los guaimíes (Ngäbe), el nacimiento de gemelos era un mal presagio, y antiguamente el último en nacer solía ser sacrificado. Para los Dorasques, en cambio, los gemelos eran símbolo de buena fortuna.[1]
- Los guaimíes (ngäbe) despreciaban la cruz rupestre, un símbolo característico y sagrado en los petroglifos de los doraces.[1]

### Testimonios y estudios etnográficos
El etnógrafo francés Alphonse Louis Pinart afirmó, que en el año 1882, murió el último indígena de la nación Dorasque, propia en Gualaca. También mencionó que para el siglo XIX existía una parcialidad de Chalivas perteneciente a la nación Dorasque-Changuina. Estos eran los indígenas que en tiempo de la conquista, tenían su residencia y asiento principal detrás del Volcán de Chiriquí, Sierras de Chiriquí y de Talamanca, donde confinaban con las naciones (Teribis, Terrabas, Cabecares), llegaban hasta las costas del mar del norte y la laguna de Chiriquí.
Eusebio A. Morales establece que los DORACES jamás se sometieron a las autoridades españolas, siempre estuvieron en franca rebeldía contra la dominación extranjera y en muchas ocasiones destruyeron totalmente los establecimientos coloniales. Sin embargo, debido a los ataques de los indígenas mosquitos, procedentes de Nicaragua, los DORACES se vieron obligados a buscar el amparo de los españoles para evitar su completa aniquilación. Se inició así el largo proceso de aculturación entre estos dos grupos humanos diferentes, el indígena y el europeo.